# José Ramón Betancourt y Aguilar
José Ramón Betancourt y Aguilar (Camagüey, 1801-Tacubaya, 1857) fue un jurista, escritor y político mexicano de origen cubano.

## Biografía
Nacido el 1 de febrero de 1801 en Puerto Príncipe, estudió Derecho en la Universidad de la Habana, en la cual se recibió de bachiller en Leyes antes de cumplir los dieciséis años.  Contrajo matrimonio poco después y obtuvo habilitación de la Real Audiencia de Puerto Príncipe para defender sus propios negocios y los de su familia.  En 1820 se recibió de abogado y poco después se doctoró en la Universidad de Santo Domingo.
En 1825 se embarcó para Veracruz, donde por algún tiempo ejerció la profesión de abogado y fundó un periódico titulado El Duende, además de escribir en la Gaceta del Gobierno.  Desempeñó diversos cargos públicos, fue juez de hacienda, asesor general y ministro efectivo del Tribunal Supremo de Justicia de Toluca.  Algunos años después, en calidad de ordenador de Guerra y Marina, sirvió en la campaña contra los estadounidenses, en la que obtuvo varios ascensos y condecoraciones.
En 1837, después de contraer segundas nupcias, alcanzó el grado de jefe de escuadrón, concedido por el general Bustamante, y fue ascendido después por el presidente Santa Anna al empleo de intendente de Marina del mar del Sur. En 1853 se le nombró jefe superior civil y comandante primero del territorio de Tlaxcala, para ser llamado posteriormente a la plaza de ministro del Supremo Tribunal de la Guerra.  Terminó retirándose a una hacienda de la familia de su esposa, situada en Tacubaya, donde falleció el 24 de julio de 1857, a los cincuenta y seis años de edad.  Fue autor de la obra titulada Americanos ilustres y padre de José Ramón Betancourt y Betancourt.